# Metropolia Kampala
Metropolia Kampala – jedna z 4 metropolii kościoła rzymskokatolickiego w Ugandzie. Została utworzona 5 sierpnia 1966. 

## Diecezje
- Archidiecezja Kampala
  - Diecezja Kasana–Luweero
  - Diecezja Kiyinda–Mityana
  - Diecezja Lugazi
  - Diecezja Masaka

## Metropolici
- kard. Emmanuel Nsubuga (1966-1990)
- kard. Emmanuel Wamala (1990-2006)
- abp Cyprian Kizito Lwanga (2006–2021)